# قهرمان‌آباد
قهرمان‌آباد (اسفراین)، روستایی از توابع بخش مرکزی شهرستان اسفراین در استان خراسان شمالی ایران است.

## جمعیت
این روستا در دهستان آذری قرار دارد و براساس سرشماری مرکز آمار ایران در سال ۱۳۸۵، جمعیت آن ۴۳۵ نفر (۱۰۱خانوار) بوده‌است.